# Tesis de continuidad
Puede entenderse en general tesis de continuidad o, sencillamente y con más frecuencia, idea de continuidad, o incluso meramente continuidad, referido en conjunto a materias teóricas así como a ciertos aspectos peculiares y relevantes de la tradición científica occidental, que consiste en una analogía de la matemática "hipótesis del continuo", es la hipótesis de que no hubo una discontinuidad radical entre el desarrollo intelectual de la Edad Media y los desarrollos del Renacimiento y la Edad Moderna temprana. En consecuencia, la idea de una revolución científica e intelectual siguiendo el Renacimiento, de acuerdo con la tesis de continuidad sería un mito. Algunos teóricos apuntan a una revolución intelectual ocurrida en la Edad Media, normalmente referida al Renacimiento del siglo XII en Europa como un signo de continuidad. La teoría más apoyada por los estudiosos, de todas formas es la de la Revolución científica ocurrida durante los siglos XVI y XVII
La idea de "continuidad" posee una dimensión extraordinariamente extensa en diversos órdenes filosóficos, teoréticos, científicos y asimismo de la interpretación cultural y la vida práctica. "Continuidad" es en primer término relativo a "sucesividad" y "contigüidad" ya en la filosofía presocrática y griega clásica, al igual que más tarde lo será en la Escolástica (Tomás de Aquino) a la idea de continuo. El concepto de "continuo" es decisivo en disciplinas como la Matemática (Georg Cantor), la Física (Louis-Victor de Broglie) o la Geometría. Kantianamente, "continuidad" es concepto relativo a "divisibilidad" y, dialécticamente en general, "continuidad" es relativo a "discontinuidad". Se trata, por tanto, la "continuidad", o la a veces llamada "tesis de continuidad" como especificación teorética moderna probablemente parangonable a la distinción también contemporánea "dialéctica de la continuidad y la discontinuidad", de un lugar recurrente pluridisciplinario, ya sea de sentido metafísico, biológico o hasta de antigua inserción pitagórica o aristotélica. Por lo demás, ha sido idea desarrollada desde el criterio de relación mundo/arte como teoría estética (Aullón de Haro) y como concepto lingüístico (Juan Andrés Villena).